# 根岸雄一
根岸 雄一（ねぎし ゆういち、1950年1月1日- 2002年4月18日）は、日本のナレーター。東京都出身。

## 来歴・人物
東京都立羽田工業高等学校（現:東京都立つばさ総合高等学校）卒業。
テレビ番組のナレーターとして数々の番組を担当。シリアスから不気味な語り口もこなせる。日本テレビ系で放送されていた『天才・たけしの元気が出るテレビ!!』では長年に渡りナレーションをした。2002年4月18日、脳溢血のため死去。
趣味は読書。資格は普通自動車免許。

## ナレーション
テレビ
- 『警視-K』（予告ナレーション）
- 『天才・たけしの元気が出るテレビ!!』
- 『超天才・たけしの元気が出るテレビ!!』
- 『ビートたけしのお笑いウルトラクイズ』
- 『NNNジャストニュース』（列島事件簿ナレーション）
- 『NNN6:30きょうのニュース』（列島事件簿ナレーション）
- 『あの人は今!?』（初代ナレーション）
- 『ウッチャンナンチャンの1994年100大ニュース全ての現場に行って死ぬ気で写真におさめました!』
- 『日曜ビッグスペシャル』（「いじわる大挑戦」他）
- 『テレビあっとランダム』
- 『徳光のTVコロンブス』他
- 『クイズバトルロイヤル待ったあり!』
- 『苦難の道程 栄光への道標 ～群馬テレビ十五年史～』

ラジオ
- 『フリーロードサウンド』（RFラジオ日本）[3]